# LWS-3 Mewa
LWS-3 Mewa (Racek) byl polský průzkumný a pozorovací letoun vyráběný společností Lubelska Wytwórnia Samolotów (LWS, Lublinská výrobna letadel). 

## Vznik
Letoun vznikl na podkladě specifikací polského letectva vypsaných roku 1935. Měl nahradit starší stroje Lublin R.XIII a RWD-14 Czapla (Volavka). Konstrukcí byl pověřen inženýr Tessiere a jeho tým. První prototyp vzlétl už v roce 1937 v Lublinu, a roku 1938 byl vystaven na aerosalónu v Paříži.
Do konce roku pak vznikly další dva prototypy. Podle třetího stroje se začalo se sériovou výrobou prvních 40 kusů, ale první kusy se k bojovým jednotkám dostaly až po vypuknutí druhé světové války.

## Popis konstrukce

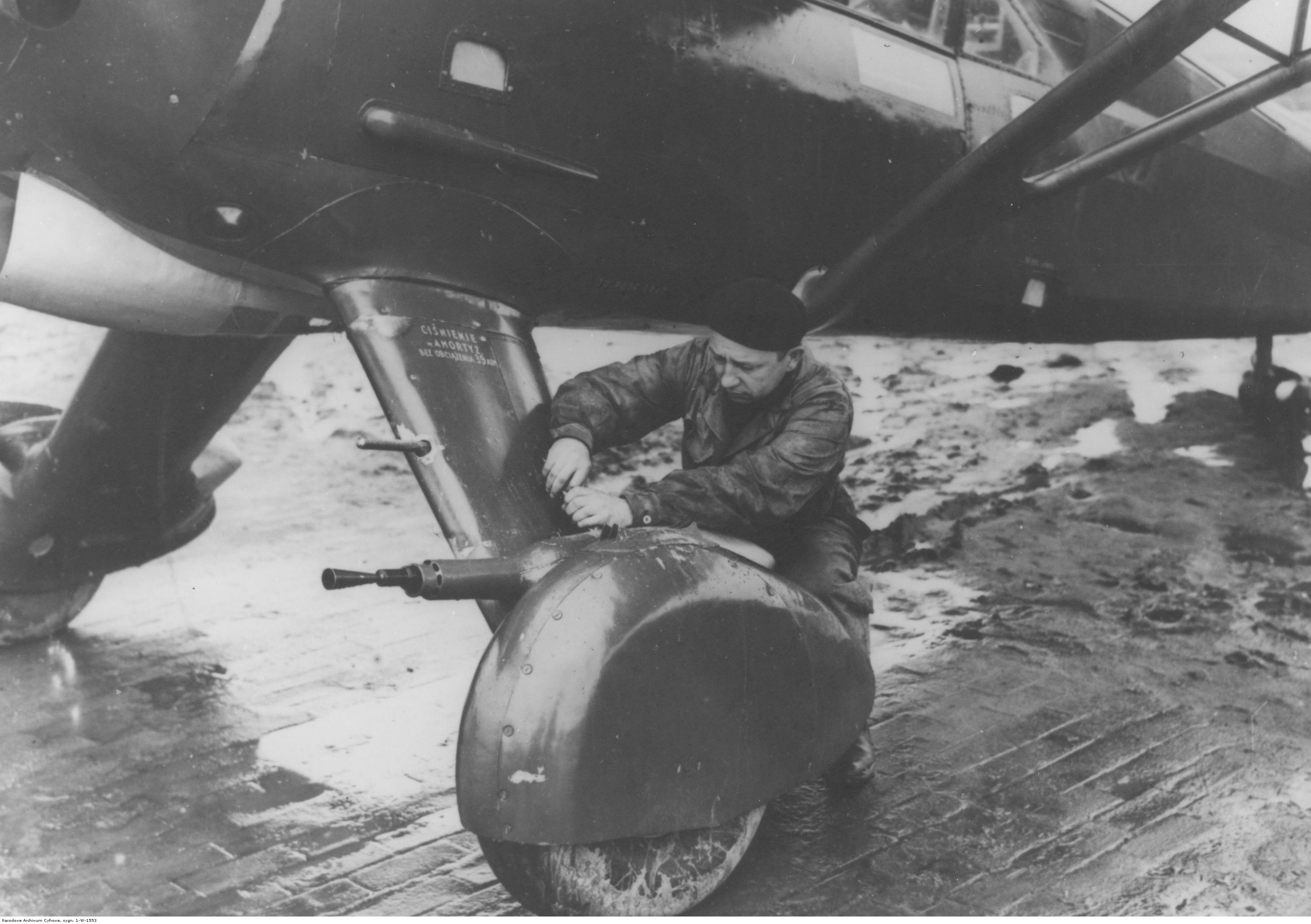
Letoun LWS-3 Mewa - kulomet v kapotě podvozku

Na rozdíl od svého předchůdce RWD-14 Czapla byla Mewa moderní průzkumný letoun krátkého doletu srovnatelný se zahraničními konstrukcemi jako Henschel Hs 126 nebo Westland Lysander. Kostra trupu byla z ocelových trubek, potažena od kabiny dozadu plátěným potahem. V přední části trupu tvořily potah odnímatelné plechy. Křídla byla dřevěná potažená překližkou. Stabilizátor a kýlovka byly celodřevěné. První prototyp měl pevnou, dvoulistou dřevěnou vrtuli. U třetího prototypu byla vrtule nahrazena třílistou stavitelnou kovovou a byl upraven kryt motoru.
Výzbroj tvořil pohyblivý kulomet pozorovatele a dva pevné kulomety umístěné u kapoty podvozkových kol. U sériové výroby měly být kulomety umístěny na bocích trupu. K pohonu sloužil vzduchem chlazený dvouhvězdicový čtrnáctiválce Gnome-Rhône 14M-01. 
Mezi výhody Mewy patřily krátký vzlet a přistání, které umožňovaly provozovat letoun i z provizorních letišť (louky, pole apod.).

## Specifikace
Údaje dle

### Technické údaje
- Posádka: 2 (1 pilot, 1 střelec/pozorovatel)
- Délka: 9,50 m
- Rozpětí: 13,45 m
- Výška: 2,65 m
- Plocha křídel: 27,00 m²
- Plošné zatížení: 93 kg/m²
- Prázdná hmotnost: 1 748 kg
- Vzletová hmotnost : 2 420 kg
- Pohonná jednotka: 1 × hvězdicový motor Gnome-Rhône 14 M5 Mars
- Výkon pohonné jednotky: 537 kW (730 k)

### Výkony
- Maximální rychlost: 350 km/h
- Cestovní rychlost: 310 km/h
- Dolet: 960 km
- Dostup: 8 500 m
- Stoupavost: 10 m/s
- Poměr výkon/hmotnost: 0,20 kW/kg

### Výzbroj
- 2× pevný kulomet PWU vz. 36 ráže 7,9 mm
- 1× pohyblivý kulomet PWU vz. 37 ráže 7,9 mm